# Чапля (геральдика)
Чапля — рідкісна геральдична тварина і поширена фігура в геральдиці.
Птах, який належить до болотних птахів, не є прямим зразком одного з природних. Птах на гербі відрізняється від лелеки і журавля тим, що має на потилиці гребінь. Стирчать пір'я в цьому місці та крила на гербі, які більше виступають, ніж близько, є ідентифікаційною ознакою геральдики. Основний напрямок огляду — праворуч (геральдичний). На гербі його рідко показують готовим до польоту або в польоті. Його також можна знайти стоячи на одній нозі. Тіло в основному забарвлене в срібний колір, але ноги і дзьоб можуть мати різний колір.
Як і інші геральдичні тварини, чапля може тримати в дзьобі рибу, інші звичайні речі або змію.

## Приклади

Райтнау
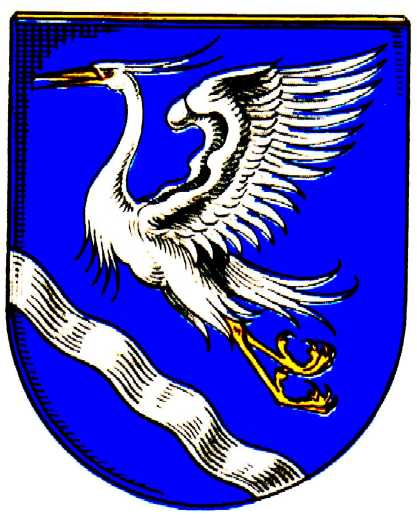
Денсен
Ессінг
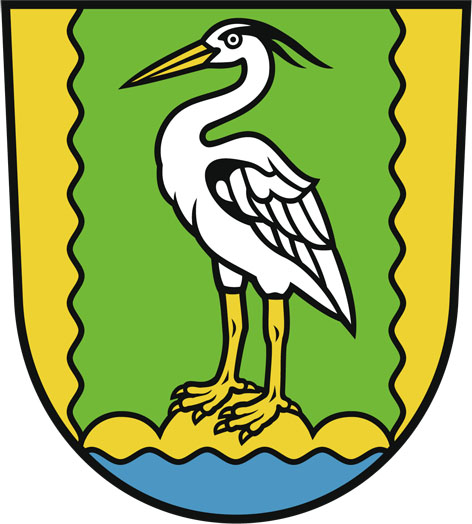
Ґолм
Гайнерсройт
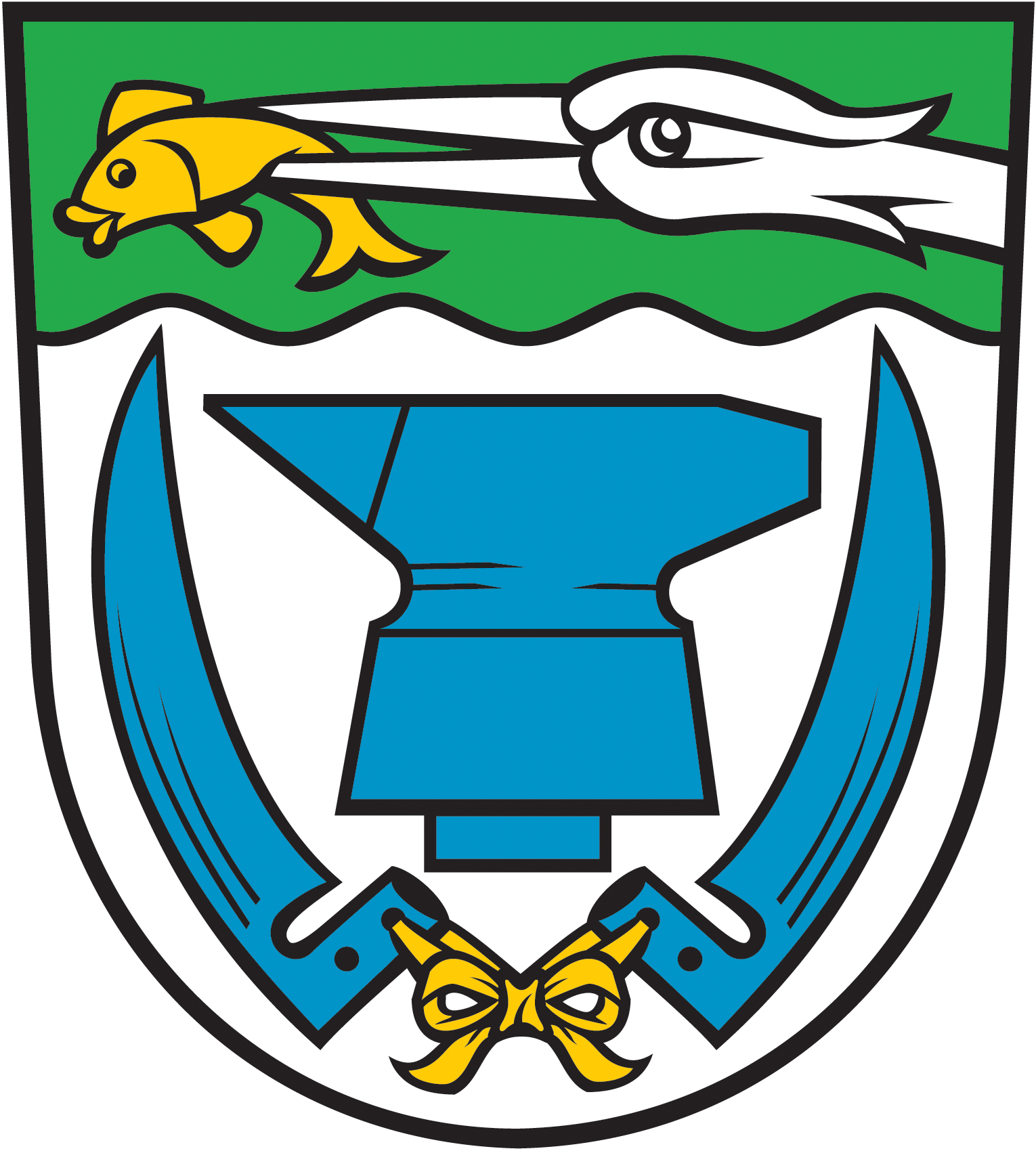
Геннігсдорф
Кельн-Райзік
Райхертсгофен
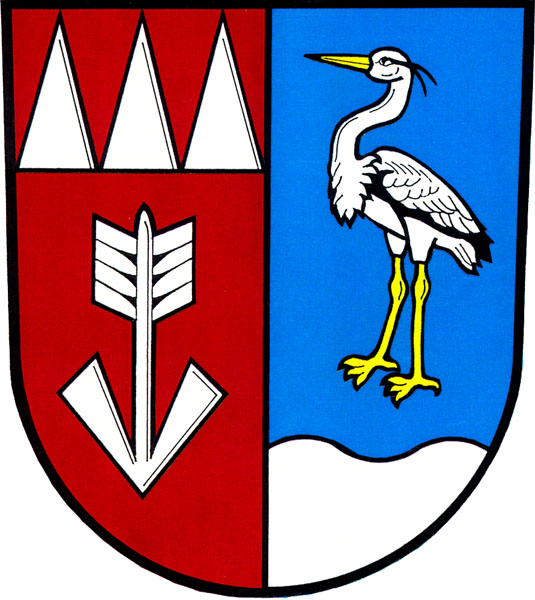
Рьоверсдорф
Зальцгіттер-Олендорф
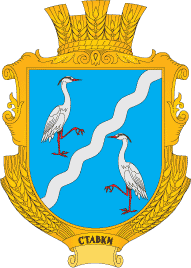
Ставки
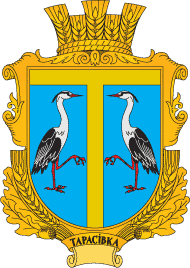
Тарасівка